# Langesund
Langesund è una città norvegese, centro amministrativo del comune di Bamble nella contea di Telemark. La cittadina si trova nel sud della Norvegia su una penisola tra il Langesundsfjorden e il Rognsfjorden ed è da sempre un importante ed attivo centro portuale.
La città è stata istituita il 1º gennaio 1838 come comune autonomo, il territorio comunale venne ampliato nel 1878 e nel 1949. Nel 1964 venne unita al comune di Stathelle per costituire il comune di Bamble.

## Storia
Storicamente, Langesund è una città con tradizioni marittime lunghe ed è stata una delle città più importanti della Norvegia nel settore delle spedizioni.
Langesund divenne sede doganale nel 1570 e negli anni successivi fu il principale porto di esportazione di legname della Norvegia. Dal 1602 al 1635 circa, gli olandesi gestirono, sulla prospiciente isola di Langøya, un'importante salina costruita da Cristiano IV di Danimarca per raffinare il sale importato. Alla fine del XVII secolo iniziò la costruzione di un grande cantiere navale. Quando il traffico di legname subì un declino la costruzione di navi divenne la principale attività economica della città.
La sede doganale di Langesund venne chiusa nel 1962.

## Monumenti e luoghi d'interesse
Il punto di riferimento più famoso di Langesund è Langøytangen fyr, un faro situato all'estremo dell'isola di Langøy lunga chilometri e posta poco a nord di Langesund. Il gruppo di isole ad est della città si chiama Arøya.
A pochi passi dal centro città, di fronte allo stretto di Skagerrak, si trova la fortezza militare dismessa nota come Fortezza di Tangen. 

## Industria
La tradizione marinaresca della città ha dato origine a diverse aziende del settore specializzate nella ricerca di metodi contro la corrosione delle navi, le due principali sono Skarpenord AS e Cathwell AS. 
A Langensund si trova anche il cantiere navale che costruisce uno dei più popolari modelli tradizionali di imbarcazione da diporto, chiamato Skager 660.
Langensund è collegata con la Danimarca tramite una linea di traghetti operata dalla Fjordline .